# NHK Trophy de 1997
NHK Trophy de 1997 foi a décima oitava edição do NHK Trophy, um evento anual de patinação artística no gelo organizado pela Federação Japonesa de Patinação (em japonês:  日本スケート連盟), e que fez parte do Champions Series de 1997–98. A competição foi disputada entre os dias 27 de novembro e 30 de novembro, na cidade de Nagano, Japão.

## Eventos
- Individual masculino
- Individual feminino
- Duplas
- Dança no gelo

## Medalhistas
| Evento                        | Ouro                                    | Prata                                     | Bronze                                           |
| Individual masculino detalhes | Ilia Kulik · Rússia                     | Scott Davis · Estados Unidos              | Guo Zhengxin · China                             |
| Individual feminino detalhes  | Tanja Szewczenko · Alemanha             | Maria Butyrskaya · Rússia                 | Chen Lu · China                                  |
| Duplas detalhes               | Shen Xue · Zhao Hongbo · China          | Jenni Meno · Todd Sand · Estados Unidos   | Peggy Schwarz · Mirko Müller · Alemanha          |
| Dança no gelo detalhes        | Oksana Grishuk · Evgeni Platov · Rússia | Shae-Lynn Bourne · Victor Kraatz · França | Barbara Fusar-Poli · Maurizio Margaglio · Itália |

## Resultados

### Individual masculino
| Pos.              | Nome                 | Nacionalidade  | Pontos | PC | PL |
| ----------------- | -------------------- | -------------- | ------ | -- | -- |
| Medalha de ouro   | Ilia Kulik           | Rússia         | 1.5    | 1  | 1  |
| Medalha de prata  | Scott Davis          | Estados Unidos | 4.5    | 5  | 2  |
| Medalha de bronze | Guo Zhengxin         | China          | 5.0    | 4  | 3  |
| 4                 | Dan Hollander        | Estados Unidos | 6.0    | 2  | 5  |
| 5                 | Thierry Cerez        | França         | 8.5    | 9  | 4  |
| 6                 | Takeshi Honda        | Japão          | 8.5    | 3  | 7  |
| 7                 | Andrejs Vlascenko    | Alemanha       | 9.5    | 7  | 6  |
| 8                 | Dmitri Dmitrenko     | Ucrânia        | 12.0   | 8  | 8  |
| 9                 | Makoto Okazaki       | Japão          | 13.0   | 6  | 10 |
| 10                | Yamato Tamura        | Japão          | 14.0   | 10 | 9  |
| 11                | Jean-Francois Hebert | Canadá         | 17.0   | 12 | 11 |
| 12                | Roman Skorniakov     | Uzbequistão    | 17.5   | 11 | 12 |

### Individual feminino
| Pos.              | Nome              | Nacionalidade  | Pontos | PC | PL |
| ----------------- | ----------------- | -------------- | ------ | -- | -- |
| Medalha de ouro   | Tanja Szewczenko  | Alemanha       | 2.5    | 3  | 1  |
| Medalha de prata  | Maria Butyrskaya  | Rússia         | 2.5    | 1  | 2  |
| Medalha de bronze | Chen Lu           | China          | 4.0    | 2  | 3  |
| 4                 | Vanessa Gusmeroli | França         | 6.5    | 5  | 4  |
| 5                 | Fumie Suguri      | Japão          | 8.5    | 7  | 5  |
| 6                 | Shizuka Arakawa   | Japão          | 9.0    | 6  | 6  |
| 7                 | Tatiana Malinina  | Uzbequistão    | 11.5   | 9  | 7  |
| 8                 | Elena Liashenko   | Ucrânia        | 12.0   | 4  | 10 |
| 9                 | Hanae Yokoya      | Japão          | 13.0   | 10 | 8  |
| 10                | Yulia Vorobieva   | Azerbaijão     | 13.0   | 8  | 9  |
| 11                | Joanne Carter     | Austrália      | 17.5   | 13 | 11 |
| 12                | Angela Derochie   | Canadá         | 18.0   | 12 | 12 |
| 13                | Sydne Vogel       | Estados Unidos | 18.5   | 11 | 13 |

### Duplas
| Pos.              | Nome                               | Nacionalidade  | Pontos | PC | PL |
| ----------------- | ---------------------------------- | -------------- | ------ | -- | -- |
| Medalha de ouro   | Shen Xue / Zhao Hongbo             | China          | 2.5    | 3  | 1  |
| Medalha de prata  | Jenni Meno / Todd Sand             | Estados Unidos | 2.5    | 1  | 2  |
| Medalha de bronze | Peggy Schwarz / Mirko Müller       | Alemanha       | 5.0    | 4  | 3  |
| 4                 | Evgenia Filonenko / Igor Marchenko | Ucrânia        | 6.5    | 5  | 4  |
| 5                 | Maria Petrova / Teimuraz Poulin    | Rússia         | 8.0    | 6  | 5  |
| 6                 | Danielle McGrath / Stephen Carr    | Austrália      | 9.5    | 7  | 6  |
| 7                 | Samantha Marchant / Chad Hawse     | Canadá         | 11.0   | 8  | 7  |
| 8                 | Marie Arai / Shin Amano            | Japão          | 12.5   | 9  | 8  |
| WD                | Oksana Kazakova / Artur Dmitriev   | Rússia         | —      | 2  | WD |

### Dança no gelo
| Pos.              | Nome                                      | Nacionalidade    | Pontos | DC | DO | DL |
| ----------------- | ----------------------------------------- | ---------------- | ------ | -- | -- | -- |
| Medalha de ouro   | Oksana Grishuk / Evgeni Platov            | Rússia           | 2.0    | 1  | 1  | 1  |
| Medalha de prata  | Shae-Lynn Bourne / Victor Kraatz          | Canadá           | 4.0    | 2  | 2  | 2  |
| Medalha de bronze | Barbara Fusar-Poli / Maurizio Margaglio   | Itália           | 6.0    | 3  | 3  | 3  |
| 4                 | Sylwia Novak / Sebastian Kolasiński       | Polônia          | 8.0    | 4  | 4  | 4  |
| 5                 | Kateřina Mrázová / Martin Šimeček         | República Tcheca | 10.0   | 5  | 5  | 5  |
| 6                 | Elizaveta Stekolnikova / Dmitri Kazarlyga | Cazaquistão      | 12.0   | 6  | 6  | 6  |
| 7                 | Galit Chait / Sergei Sakhnovsky           | Israel           | 14.0   | 7  | 7  | 7  |
| 8                 | Isabelle Deloebel / Olivier Schoenfelder  | França           | 16.0   | 8  | 8  | 8  |
| 9                 | Kate Robinson / Peter Breen               | Estados Unidos   | 18.0   | 9  | 9  | 9  |
| 10                | Aya Kawai / Hiroshi Tanaka                | Japão            | 20.0   | 10 | 10 | 10 |
| 11                | Nozomi Watanabe / Akiyuki Kido            | Japão            | 23.0   | 12 | 12 | 11 |
| 12                | Zhang Weina / Cao Xianming                | China            | 23.0   | 11 | 11 | 12 |

## Quadro de medalhas
| Ordem | País           | Medalha de ouro | Medalha de prata | Medalha de bronze |    | Ordem por total |
| ----- | -------------- | --------------- | ---------------- | ----------------- | -- | --------------- |
| 1     | Rússia         | 2               | 1                |                   | 3  | 1               |
| 2     | China          | 1               |                  | 2                 | 3  | 1               |
| 3     | Alemanha       | 1               |                  | 1                 | 2  | 3               |
| 4     | Estados Unidos |                 | 2                |                   | 1  | 4               |
| 5     | França         |                 | 1                |                   | 1  | 4               |
| 6     | Itália         |                 |                  | 1                 | 1  | 4               |
| TOTAL | TOTAL          | 4               | 4                | 4                 | 12 | —               |